# Great Wall Steed
Il Great Wall Steed è un pick-up di segmento E prodotto dal 2006 dalla casa automobilistica cinese Great Wall Motors e importato in Italia dal 2008. In alcuni paesi l'autovettura viene venduta sotto la denominazione Great Wall Wingle mentre in Australia è noto come Great Wall V240.

## Il contesto
Si tratta del secondo prodotto della gamma Great Wall ad essere importato in Italia dopo il SUV Hover, lo Steed nasce con un veicolo commerciale pick-up adatto a tutti i terreni grazie al telaio di base a longheroni che garantisce una maggiore agilità e robustezza in fuoristrada. Esteticamente lo Steed si distingue per il design della carrozzeria moderno e arrotondato con una calandra a forma di U con bande cromate superiore, fanaleria circolare leggermente smussata agli estremi e scudo paracolpi frontale. Le versioni di punta possono disporre anche dei gusci cromati degli specchi retrovisori. Lo Steed viene prodotto in due differenti tipi di carrozzeria: la versione SC a cabina singola e la versione DC a doppia cabina.
Lo Steed adotta per il mercato europeo una motorizzazione 2,4 litri alimentata a benzina (omologata Euro 4) di origine Mitsubishi con quattro cilindri e distribuzione a quattro valvole per cilindro (16 valvole totali) capace di erogare 126 cavalli. Il motore è disponibile anche nelle versioni Ecodual a doppia alimentazione benzina e GPL oppure benzina e metano. La coppia massima dichiarata è di 200 N·m erogati tra i 2.500 e i 3.000 giri al minuto. Lo Steed viene omologato secondo i parametri della normativa Euro 4. Per il mercato asiatico la vettura è disponibile anche con motore turbodiesel da 2,8 litri con quattro cilindri in grado di erogare 95 cavalli ma in Europa non viene importato poiché non rispetta i parametri di omologazione per le emissioni inquinanti previsti dall'unione europea.
Il cambio è un manuale a cinque rapporti più cinque ridotte mentre la trazione può essere integrale inseribile (4WD) oppure posteriore (2WD). Le sospensioni anteriori seguono lo schema a ruote indipendenti con un doppio braccio trasversale (Bi-link) mentre al retrotreno troviamolo le classiche balestre. Le emissioni di anidride carbonica nella versione a benzina sono contenute in 251 grammi emessi al chilometro nel ciclo combinato mentre le versioni EcoDual a GPL o Metano emettono rispettivamente 236 e 218 grammi al km di CO2 il che rende lo Steed uno dei pick-up in commercio più ecologici.